# Exposición Internacional de Helsinki (1938)
La Exposición Especializada de Helsinki de 1938 tuvo lugar del 14 al 22 de mayo de 1938 en Helsinki, Finlandia, y estuvo regulada por la Oficina Internacional de Exposiciones. Esta muestra tuvo como tema la aeronáutica.

## Datos
- Países participantes: 25 .
- Visitantes: 15.000.000 .
- Superficie: 15'2 hectáreas.
- Coste de la Exposición: 1.674.336'26 €.